# Menaucourt
Menaucourt település Franciaországban, Meuse megyében. Lakosainak száma 229 fő (2022. január 1.). Menaucourt Givrauval, Longeaux, Chanteraine, Naix-aux-Forges és Nantois községekkel határos.

## Népesség
A település népességének változása:
| Lakosok száma | 223  | 239  | 265  | 231  | 237  | 236  | 238  | 238  | 238  | 229  |
|               | 1968 | 1982 | 1990 | 2006 | 2013 | 2015 | 2017 | 2019 | 2020 | 2022 |